# Juve contro Fantomas
Juve contro Fantomas (Juve contre Fantômas) è un film muto del 1913 diretto da Louis Feuillade diviso in quattro episodi.

## Trama
L'ispettore Juve, sempre in caccia di Fantômas, si fa aiutare dal giornalista Fandor. Fantômas, genio del crimine, cambia aspetto e personalità in continuazione: una volta si fa passare per Gurn, poi per il dottor Chaleck, infine per l'uomo nero. Questa volta, è accompagnato da una nuova complice, Joséphine la pierreuse.

### Episodi
1. La Catastrophe du Simplon-Express
2. Au Crocodile
3. La Villa hantée
4. L'Homme noir

## Produzione
Il film fu prodotto dalla Société des Etablissements L. Gaumont.

## Distribuzione
Distribuito dalla Société des Etablissements L. Gaumont, uscì nelle sale cinematografiche francesi nel 1913, presentato in prima il 12 settembre. In Messico fu fatto uscire il 2 ottobre 1913. Ebbe anche una distribuzione giapponese (9 maggio 1915).
L'8 maggio 2004 è stato presentato a Hong Kong in ambito festivaliero.